# Świniarka (Beskid Śląski)
Świniarka (700 m n.p.m.), także Świniorka – szczyt w Paśmie Równicy w Beskidzie Śląskim. Znajduje się w nim między szczytami Orłowej i Zakrzoska.
Stoki południowo-zachodnie opadają do potoku Dobka, północno-wschodnie do potoku Leśnica, północne potoku Stara Gajka, południowo-wschodnie do Potoku Goleszowskiego. Stoki południowo-zachodnie porasta las, północno-wschodnie są w większości pokryte polami wsi Brenna. Grzbietem biegnie granica między tą wsią a miastem Ustroń.
Dzięki otwartym terenom z grzbietu Świniarki roztaczają się widoki w kierunku zachodnim, północnym i wschodnim. Na stoku opadającym do doliny Leśnianki dwa niewielkie wyciągi narciarskie. Przy szlaku między szczytem Świniarki a należącym do Brennej osiedlem Jastrzębie jest płyta pamiątkowa upamiętniająca desant z 23 na 24 sierpnia 1944 r. w tym rejonie 10 spadochroniarzy – partyzantów radzieckich.

## Szlak turystyczny
schronisko PTTK na Równicy – Beskidek – przełęcz Beskidek – Orłowa – Świniarka – Zakrzosek – Trzy Kopce Wiślańskie. Odległość 8 km, suma podejść 280 m, czas przejścia 2:25 godz., z powrotem 2:35 godz.